# Wasserburg Mülenen
Die Wasserburg Mülenen, auch Mülinen geschrieben, ist eine abgegangene mittelalterlichen Wasserburg in Tuggen im Kanton Schwyz in der Schweiz.

## Lage
Der Burg lag am Rande der Linthebene am Fuss eines südlichen Ausläufers des Buchbergs 2,4 km südlich des Dorfzentrums von Tuggen. Im Mittelalter war die Landschaft an dieser Stelle sehr sumpfig. Im Westen der Burg befand sich der Geschiebefächer der Wägitaler Aa, im Osten die Sümpfe am Rande des im 16. Jh. verlandeten Tuggenersees. In unmittelbarer Nähe der Burg befanden sich Mühlen, die die Namensgeber der Burg gewesen sein dürften. Westlich der Burg führte der Kirchweg von Tuggen nach Schübelbach vorbei. Ende der 1960er-Jahre wurde die N3 über die Burgstelle gebaut, sodass diese heute nicht mehr zugänglich ist.

## Geschichte
Die bekannte Geschichte der Burg stützt sich hauptsächlich auf die Ausgrabungen von 1968 und 1969, denn die Burg wurde in den Urkunden nicht direkt erwähnt, nur die nahe gelegenen Mühlen. Diese waren im Besitz des Klosters Einsiedeln, der älteste erhaltene Lehenbrief stammt aus dem Jahre 1324.
Die Gründung der Burg könnte vom rhätischen Edlen Wohlfrad stammen.  Nach den Ausgrabungen konnte eine Nutzung ab ca. 1100 nachgewiesen werden. In dieser Zeit muss eine schwach befestigte Sumpfburg bestanden haben, die in der ersten Hälfte des 12. Jh. wieder aufgegeben wurde. Grund dürften durch einen Klimawandel ausgelösten Überschwemmungen gewesen sein. Die nächste Besiedlung der Burg konnte um 1190 nachgewiesen werden. 1229 wird in einem Rechtsgeschäft der Rapperswiler ein Cuonradus Rufus de Mulinon als Zeuge erwähnt, der wahrscheinlich von der Burg Mülenen stammte. Ein letzter Ausbau der Anlage fand um 1350 statt. In dieser Zeit wird vermutet, dass die Burg den Herren von Luterberg gehörte. Sie waren ehemalige Ministeriale des Fürstabtei St. Gallen, die im Gefolge der Toggenburger in die Linthebene kamen. Ein Jakob von Luterberg war 1353 Mitbesitzer von mehreren Höfen in der Umgebung der Burg Mülenen, seine Nachfahren nannten sich von Mülenen. Weil Familienmitglieder der von Mülenen im Rahmen der Schweizer Habsburgerkriege 1386 in der Schlacht bei Sempach und 1388 in der Schlacht bei Näfels gefallen waren, wurde vermutet, dass die Burg Mülenen von den Eidgenossen zerstört wurde. Eine solche Zerstörung konnte aber archäologisch nicht nachgewiesen werden. Um 1400 kam es auf der Burg zu einem Brand, der aber nur wenig Schaden anrichtete. Nachdem die Herren von Luterberg-Mülenen ausgestorben waren, wurde die Burg Mülenen aufgegeben.
Gegen Ende des 15. Jh. wurde das Areal der Burg landwirtschaftlich genutzt. Die Burg wurde teilweise abgebrochen, teilweise als Landwirtschaftsgebäude weiter genutzt. Der innere Wassergraben wurde teilweise zugeschüttet und darauf wurden ein oder mehrere Holzhäuser errichtet. Die Steine der Fundamente dieser Gebäude stammten aus dem Abbruch der Burg.
Im 17. Jh. verschlechterte sich das Klima und der Grundwasserspiegel stieg an, sodass das Gelände aufgegeben wurde. Brauchbares Baumaterial der Gebäude wurde mitgenommen und der verbleibende Burggraben als Müllhalde genutzt. Um 1800 war Mülenen noch eine Ruine mit Mauerresten.

## Bauwerk
Um 1100 war Mülenen eine schwach befestigte Sumpfburg, die in der Schlinge eines Bachlaufs stand. Sie war gegen Westen durch den Bach, eine Mauer und einen kleinen Turm geschützt, auf der Süd- und Ostseite verhinderte ein Sumpfgebiet den einfachen Zugang zur Anlage.
Ab dem späten 12. Jh. stand ein Wohnturm auf einer rundum von einem Wassergraben geschützten Insel. Die Schlinge des Bachs wurde als äusserer Wassergraben genutzt. Die Schutzmauer und der Turm der Sumpfburg verschwanden unter dem Wall, der zwischen innerem und äusserem Wassergraben aufgeschüttet wurde. Der neu errichtete Wohnturm hatte einen quadratischen Grundriss mit einer Seitenlänge von 9,6 Metern, die Mauern waren 1,75 Meter dick. Die Innenräume waren durch mehrere Kachelöfen beheizt, das Dach war mit Ziegeln bedeckt. Um 1200 wurde der Wohnturm durch einen Anbau auf der Westseite erweitert, der gleich breit wie der Turm war und in der Tiefe 4,6 Meter mass.
Um 1350 wurde die Burg durch einen Anbau auf der Ostseite erweitert, der möglicherweise als Stall genutzt wurde. Ebenso wurde südlich des inneren Wassergrabens ein kleines Haus gebaut, bei dem unklar ist, wie es genutzt wurde.